# 若松プロダクション
有限会社若松プロダクション（わかまつプロダクション）は、映画監督の若松孝二が設立した、映画の制作プロダクションである。通称若松プロ。

## 概要
1965年設立。設立当初の製作の中心はピンク映画であったが、初製作作品である『壁の中の秘事』から一貫して単に性的興奮を刺激するものでなく人間性・社会性を追及する監督の表現主張の強いものであった。その後、ピンク映画の低迷や日活ロマンポルノ製作の終了などもあり、製作作品はピンク映画ジャンルを離れ、性愛を主題とするも一般的なジャンルに分類されるものに移行している。また、1971年の『赤軍 - PFLP・世界戦争宣言』や2007年の『実録・連合赤軍 あさま山荘への道程』に代表される政治を主題とする作品も製作している。
低予算ながら芸術映画作品を次々と世に送り出した事や、梁山泊さながらに日本映画界に優秀な人材を送り出した事が評価されている。
また遠山美枝子は『赤軍 - PFLP・世界戦争宣言』の興行の手伝いをしていたが、1972年1月に山岳ベース事件で殺害された。日本赤軍の和光晴生は1970年代初頭、若松プロダクションのスタッフだった。
また、海外映画の買付・配給も行っていた。
2012年10月17日に若松が亡くなった後は活動停止状態にあったが、2018年、再始動作品として『止められるか、俺たちを』を公開した。

## 関連人物
若松プロダクション出身の代表的人物には、足立正生、小水一男、沖島勲、高橋伴明、福岡芳穂、成田裕介、秋山道男、浜野佐知、福間健二等がいる。
なお、若松プロに関係して仕事をした人たちには、大和屋竺、松田政男、佐々木守、山本晋也、荒井晴彦、田中陽造、曽根中生、大島渚、唐十郎、山口清一郎、山下治、鈴木則文、神代辰巳等がいる。
「実録・連合赤軍 あさま山荘への道程」の撮影の時期から若松の三女である「尾崎宗子」（おざき・のりこ）が若松の映画製作を手伝うようになる。その後、2012年に若松が亡くなった後、尾崎が若松プロの業務を引き継ぐこととなった。2022年に若松プロの法人格が消滅したが、各種権利は尾崎が経営している会社「スコーレ株式会社」が管理している。

## 著名な作品
- 壁の中の秘事（1965年）
- 犯された白衣（1967年）
- 女学生ゲリラ（1969年）
- 性賊 セックスジャック（1970年）
- 赤軍 - PFLP・世界戦争宣言（1971年）
- 天使の恍惚（1972年）
- 水のないプール（1982年）
- スクラップ・ストーリー ある愛の物語（1984年）
- 実録・連合赤軍 あさま山荘への道程（2008年）
- キャタピラー（2010年）
- 11・25自決の日 三島由紀夫と若者たち（2011年）
- 海燕ホテル・ブルー (2012年)
- 千年の愉楽（2013年）
- 止められるか、俺たちを（2018年）
  - 青春ジャック 止められるか、俺たちを2（2024年）

## 関連企業
- スコーレ株式会社 - 若松プロダクションの業務を引き継いだ映像製作会社。
- シネマスコーレ - 若松がオーナーを務めていたミニシアター。